# لی سه یونگ (کمدین)
این یک نام کره‌ای است؛ نام خانوادگی لی است.
لی سه یونگ (کره‌ای: 이세영؛ زادهٔ ۲۸ آوریل ۱۹۸۹) کمدین و بازیگر اهل کره جنوبی زیر نظر اف‌ان‌سی انترتینمنت است. او بیشتر به عنوان یکی میزبان در برنامه اس‌ان‌ال کره شناخته می‌شود.

## زندگی شخصی
لی سه یونگ با پارتنر کره‌ای-ژاپنی خود در ژانویه ۲۰۲۲ ازدواج کرد.

## فیلم‌شناسی

### تلویزیون
| سال  | عنوان               | نقش               | منابع |
| ---- | ------------------- | ----------------- | ----- |
| ۲۰۱۵ | پاسخ به ۱۹۸۸        | وانگ جا هیون      |       |
| ۲۰۱۸ | منشی کیم چشه؟       | حضور افتخاری      |       |
| ۲۰۲۲ | Dog Daughter-in-law | عضو گروه بازیگران | [ ۴ ] |